# Campionati africani di atletica leggera 2014 - 10000 metri piani maschili
La corsa dei 10000 metri piani maschili ai Campionati africani di atletica leggera di Marrakech 2014 si è svolta il 10 agosto 2014 allo Stade de Marrakech in Marocco.
La gara è stata vinta dall'eritreo Nguse Tesfaldet, che ha preceduto il marocchino Mustapha El Aziz, argento, ed il keniota Josphat Bett Kipkoech, bronzo.

## Risultati

### Finale
| Class.  | Nome                  | Nazione | Tempo    | Note |
| ------- | --------------------- | ------- | -------- | ---- |
| Oro     | Nguse Tesfaldet       | Eritrea | 28:11.07 |      |
| Argento | Mustapha El Aziz      | Marocco | 28:11.36 |      |
| Bronzo  | Josphat Bett Kipkoech | Kenya   | 28:11.61 |      |
| 4       | Adugna Takele         | Etiopia | 28:12.27 |      |
| 5       | Imane Merga           | Etiopia | 28:17.75 |      |
| 6       | Peter Kirui           | Kenya   | 28:34.48 |      |
| 7       | Olivier Irabaruta     | Burundi | 28:39.26 |      |
| 8       | Charles Cheruiyot     | Kenya   | 28:47.08 |      |
| 9       | Goitom Kifle          | Eritrea | 29:01.75 |      |
| 10      | Thomas Ayeko          | Uganda  | 29:25.96 |      |
| 11      | Dieudonne Nsengiyumva | Burundi | 29:47.38 |      |
| dnf     | Birhanu Nebebew       | Etiopia | dnf      |      |
| dnf     | Joshua Cheptegei      | Uganda  | dnf      |      |
| dnf     | Moses Kipsiro         | Uganda  | dnf      |      |